# Did It Again (Kylie Minogue)
"Did It Again" pjesma je australske pjevačice Kylie Minogue. Objavljena je kao drugi singl s njenog studijskog albuma Impossible Princess 24. studenog 1997. u izdanju diskofraske kuće Deconstrution Records.

## O pjesmi
Pjesmu su napisali Minogue, Steve Anderson i David Seaman u vriejem njenog umjetničkog razvoja. 1995. godine, njen duet s Nick Cave and the Bad Seeds, pjesma "Where the Wild Roses Grow" postala je hit i oni su uživali dobar kritički uspjeh od autralske ARIA-e. Minogue je izvodila pjesmu uživo na nekoliko rock festivala. 
"Did It Again" objavljena je odmah poslije objavljivanja albuma i dospjela na 15. mjesto u Australiji i 14. mjesto u Ujedinjenom Kraljevstvu. Pjesma je dobila zlatnu certifikaciju od ARIA-e u Australiji i provela 14 tjedana na jednom od prvih 50 mjesta na tamošnjoj ljestvici.
Minogue je izvodila pjesmu na sljedećim koncertnim turnejama:
- Intimate and Live Tour
- On A Night Like This Tour (samo na nekim koncertima)
- KylieX2008 (kao uvod u Sidneyu, samo u Australiji)

## Popis pjesama
CD singl 1
1. "Did It Again" (radio edit) — 4:15
2. "Tears" — 4:27
3. "Did It Again" (Did It Four Times Mix) — 5:49
4. "Some Kind of Bliss" (spot)

CD singl 2
1. "Did It Again" (radio edit) — 4:15
2. "Did It Again" (Trouser Enthusiasts' Goddess of Contortion Mix) — 10:24
3. "Did It Again" (Razor-n-Go Mix) — 11:24

Kaseta singl
1. "Did It Again" (radio edit) — 4:15
2. "Tears" — 4:27

Australiski video singl
1. "Did It Again" (spot)
2. "Some Kind of Bliss" (spot)

UK promotivni 12" singl
1. "Did It Again" (Trouser Enthusiasts' Goddess of Contortion Mix) — 10:24
2. "Did It Again" (Razor-n-Go Mix) — 11:24

## Videospot
Spot za pjesmu objavljen je u kasnoj 1997. godini. Snimljen je pod redateljskom palicom Pedra Romanhija, i prikazuje 4 različite Kylie ("Indie Kylie", "Cute Kylie" (slatka Kylie), "Dance Kylie" i "Sex Kylie") kako se tuku. Mediji su špekulirali da Minogue pokušava postati "Indie Kylie". 

## Top ljestvice
| Top ljestvica (1997.)  | Najviša pozicija |
| ---------------------- | ---------------- |
| Australija             | 15               |
| Euro Hot 100           | 57               |
| Ujedinjeno Kraljevstvo | 14               |